# Словачки ловачки асови у Другом светком рату

## Списак Словачких ловачких асова у Другом светском рату
- Јан Режнак, 32 ваздушне победе
- Изидор Коварик, 28 ваздушних победа
- Јан Гертхофер, 26 ваздушних победа
- Франтишек Циприн, 15 ваздушних победа
- Франтишек Брезина, 14 ваздушних победа
- Јозеф Стаудер, 12 ваздушних победа
- Павол Зеленак, 12 ваздушних победа
- Антон Матушек, 12 ваздушних победа
- Рудолф Божик, 12 ваздушних победа
- Владимир Криско, 9 ваздушних победа
- Александер Герић, 9 ваздушних победа
- Јозев Јанцовић, 7 ваздушних победа
- Рудолф Палатицки, 6 ваздушних победа
- Франтишек Хановец, 6 ваздушних победа
- Јурај Пушкар, 5 ваздушних победа
- Штефан Оцвирк, 5 ваздушних победа
- Штефан Мартис, 5 ваздушних победа